# Lykovryssi-Pefki
Lykovryssi-Pefki (tiếng Hy Lạp: ?) là một khu tự quản ở vùng Attiki, Hy Lạp. Khu tự quản Lykovryssi-Pefki có diện tích 4 km², dân số theo điều tra ngày 18 tháng 3 năm 2001 là 29320 người.